# Мара Ђорђевић-Малагурски
Мара Ђорђевић-Малагурски (буњ. Mara Đorđević-Malagurski; Суботица, 20. децембар 1894 — Београд, 9. јул 1971) била је буњевачко-српска књижевница и етнограф.
Уз Лазара Стипића, библиотекара Градске библиотеке у Суботици, била је једна од ретких истакнутих личности у Буњеваца из међуратног и послератног периода која је сматрала себе делом српског народа.

## Биографија
Потекла је из буњевачке породице Малагурски Чурчић. Деда јој, Ице Малагурски, био је председник првог културног удружења Буњеваца — Пучке касине, основане 1878. године. Отац јој се звао Јосип, а мајка Кристина (рођена Стантић). Образовала се у Штросмајеровом заводу у Ђакову, а након тога је прешла на Вишу женску школу у Суботицу. Осим тога, студирала је енглески језик у Лондону.
Приликом Велике народне скупштине одржане у Новом Саду (новембар 1918), била је једна од седам делегата жена, и уједно једна од чланова буњевачке делегације која се определила за присаједињење Војводине Краљевини Србији, а не Држави Словенаца, Хрвата и Срба. Удала се за сенатора и професора Драгослава Ђорђевића 1919. године. Почев од 1929, станује у Београду.
У Суботици је основала Буњевачко католичко дивојачко друштво и Дилетантско друштво (1911). Поред тога, узела је учешће у оснивању Буњевачке просветне матице (1927), и као њена прва председница приређивала изложбе народних рукотворина, позоришне представе и сл. Водила је Суботичанке у Београд да наступају у народним ношњама пред краљевском породицом и на Радио Београду. Била је чланица управног одбора Коло српских сестара и Средњошколске матице, а након свршетка Другог светског рата чланица је Друштва књижевника Србије (од 1956).
У периоду између два рата је била веома активна. Након Другог светског рата повукла се из јавног живота заједно са својим мужем Драгославом Ђорђевићем. Њиховим фамилијама је одузето имање, због добрих односа са двором.

## Радови
Своје књижевне, етнографске и друге радове првобитно (пре 1918. г.) је објављивала у буњевачком листу „Невен“ под псеудонимом Невенка. Тада је имала 18 година.
Почев од 1925. године објављивала је у: Вардару, Земљодилском календару, Књижевном северу, Мисли, Гласнику Југословенског професорског друштва, Буњевачким новинама и Буњевачком календару. Написала је драму Манда Војнићева и књижице о буњевачким народним ношњама и обичајима.
Мара Ђорђевић-Малагурски се бавила и преводилачким радом и запажени су јој преводи Оскара Вајлда.
Године 1941. уредила је књигу Буњевка о Буњевцима. Написала је драму Манда Војнићева чија је премијера требало да се одржи у Народном позоришту 8. априла 1941. године, али није одржана због бомбардовања Београда 6. априла.

## Награде
За приповетку Вита Ђанина награђена је наградом САНУ-а на конкурсу Цвијете Зузорић 1928. године. Носилац је Ордена Светог Саве V степена, Белог орла V степена, руског Црвеног крста у Паризу и Крста руских ратних инвалида.

## Дела
- Буњевачки обичаји у сликама, Суботица 1926.
- Вита Ђанина и друге приповетке из буњевачког живота, Београд 1933.
- Стара буњевачка ношња и вез, Суботица 1941.
- Буњевка о Буњевцима, Суботица 1941.